# Gvaš
Gvaš (/ ɡuˈɑːʃ, ɡwɑːʃ /; francosko: [ɡwaʃ]) ali neprozoren akvarel, je ena od vrst vodnih medijev, barva je sestavljena iz naravnega pigmenta, vode, veziva (običajno gumiarabika ali dekstrin), [1] in včasih dodaten inerten material. Gvaši so zasnovani tako, da so neprozorni. Gvaši imajo precejšnjo zgodovino, saj se uporabljajo že vsaj 1200 let. Komercialni umetniki ga najbolj dosledno uporabljajo za plakate, ilustracije, stripe in druga oblikovalska dela.
Gvaš je podoben akvarelu, saj ga je mogoče navlažiti in posušiti do matirane površine, barva pa se lahko vlije v nosilec za papir. Podoben je akrilnim ali oljnim barvam, saj se običajno uporablja v neprozornem slogu slikanja in lahko tvori površinsko plast. Številni proizvajalci akvarelnih barv proizvajajo tudi gvaše in jih je mogoče zlahka uporabiti skupaj.

## Opis
Gvaševa barva je podobna akvarelu, vendar je spremenjena, da postane neprozorna. Tako kot v akvarelu je vezivo tradicionalno gumiarabika, vendar od konca 19. stoletja uporabljajo  cenejši rumeni dekstrin. Ko se barva prodaja v obliki paste, npr. v tubah, so dekstrin običajno pomešali z enako količino vode. Za izboljšanje lepilnih in higroskopskih lastnosti barve ter prožnosti precej krhkega sloja barve po sušenju se pogosto doda propilenglikol. Gvaši se od akvarela razlikujejo po tem, da so delci praviloma večji, razmerje pigmenta in veziva je veliko večje, dodatno barvo, na primer kreda – 'telo' - pa je lahko del barve. Zaradi tega je gvaš težji in neprozornejši od akvarela in mu daje večje odsevne lastnosti.
Gvaši se na splošno posušijo do vrednosti, ki se razlikuje od vrednosti, ki jo ima, ko je moker (svetlejši toni se na splošno posušijo temnejši, temnejši pa so po navadi suhi svetlejši), kar lahko oteži ujemanje barv v več slikarskih etapah. Njegova hitra pokritost in skupna moč skrivanja pomeni, da je gvaš bolj primeren za neposredne tehnike barvanja kot akvarel. To izkoriščajo slike [plenerizem|En plein air]], tako je kot delal J. M. W. Turner.
Danes gvaše komercialni umetniki pogosto uporabljajo za dela, kot so plakati, ilustracije, stripi in druga oblikovalska dela. Večina animacij 20. stoletja je z njim ustvarila neprozorno barvo na celici z akvarelno barvo, ki se uporablja za ozadja. Uporaba gvaša kot 'barve za plakate' je zaželena zaradi hitrosti, saj se barvni sloj popolnoma posuši razmeroma hitro.
Uporaba gvaša ni omejena na osnovne tehnike neprozornega barvanja s čopičem in papirjem za akvarel. Pogosto se nanese z airbrush. Tako kot pri vseh vrstah barv je bil tudi gvaš uporabljen na nenavadnih površinah od braillovega papirja do kartona. Različica tradicionalne uporabe je metoda, ki se uporablja v gouaches découpées (rezani kolaži), ki jih je ustvaril Henri Matisse. Njegova serija Modri akti je dober primer tehnike. Nova različica formule barve je akrilni gvaš.

## Zgodovina
Oblika gvaša z medom ali tragakantno gumo kot vezivom se je uporabljala v staroegipčanskem slikarstvu. Uporabljala se je tudi v evropskih iluminiranih rokopisih , pa tudi v perzijskih miniaturah. Čeprav so pogosto opisane kot 'akvarel', so perzijske miniature in mugalske miniature pretežno primeri gvašev. Izraz gvaš, ki izhaja iz italijanskega guazza, se nanaša tudi na slike, ki uporabljajo to neprozorno metodo. Guazzo, v italijanščini 'blato', je bil prvotno izraz, ki se je uporabljal za prakso nanašanja oljne barve na osnovi tempere na začetku 16. stoletja , kar je lahko dalo matiran učinek. V 18. stoletju je bil v Franciji izraz gouache uporabljen za neprozorne vodne medije.
V 18. stoletju so gvaše pogosto uporabljali v mešani tehniki za dodajanje drobnih detajlov pastelnim slikam. Gvaši so bili običajno narejeni z mešanjem akvarelov na osnovi gumiarabike z neprozornim belim pigmentom. V 19. stoletju so se akvareli začeli industrijsko proizvajati v tubah, v škatle pa so v ta namen dodali 'kitajsko belo' tubo. Gvaši so se običajno uporabljali skupaj z akvarelom in pogosto črnilom ali svinčnikom na slikah iz 19. stoletja.
Kasneje v tem stoletju se je 'dekorativna barva' (kot jo poznajo v ZDA) množično proizvajala na osnovi veliko cenejšega veziva dekstrina. Prodajala se je v pločevinkah ali v prahu za mešanje z vodo. Dekstrin je nadomestil starejše vrste barv na osnovi lepila ali kleja. V 20. stoletju so gvaše začeli posebej izdelovati v tubah za bolj izpopolnjene umetniške namene. Sprva so gumiarabiko uporabljali kot vezivo, kmalu pa so cenejše znamke temeljile na dekstrinu, kot je večina barv za otroke.
- Asphodelus ramosus; avtor Hans Simon Holtzbecker; gvaš na pergamentu; 1649–1659; 50,5 cm × 38,5 cm; Danska nacionalna galerija (Kopenhagen, Danska)
- Risba sobe; približno 1842; čopič in akvarel ter beli gvaš na belem papirju; Cooper Hewitt, Smithsonian Design Museum (New York City)
- Mlado dekle s klobukom; Josep Maria Tamburini; 1909; gvaši na papirju; 38 cm × 25 cm; Casa Lis (Salamanca, Španija)
- Battery Park; avtor Glenn O. Coleman; gvaš na papirju, 31 cm × 42 cm; Zbirka Phillips (Washington D.C.)

## Akrilni gvaš
Sorazmerno nova različica formule barve je akrilni gvaš. Njegov visoko koncentriran pigment je podoben tradicionalnemu gvašu, vendar je mešan z vezivom na osnovi akrila, za razliko od tradicionalnega gvaša, ki mu je primešana gumiarabika. V vodi je topen, ko je moker, suh pa da mat, neprozorno in vodoodporno površino. Akrilni gvaš se razlikuje od akrilne barve, ker vsebuje dodatke, ki zagotavljajo mat površino.